# Kangerluluup Tasia

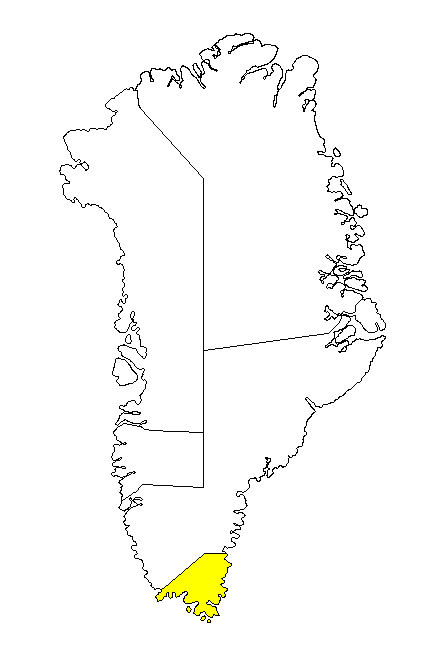
Comune di Kujalleq, dove si trova il Kangerluluup Tasia

Il Kangerluluup Tasia è un lago della Groenlandia. Si trova presso la costa del Mare del Labrador, poco distante da Capo Farvel, a 60°39'N 45°33'O; appartiene al comune di Kujalleq.